# Mare d’Alimboulé
Die Mare d’Alimboulé (auch: Mare d’Alamboulé, Mare d’Alemboulé) ist ein kleiner See in der Landgemeinde Bankilaré in Niger.

## Geographie
Das permanente Gewässer der Mare d’Alimboulé erstreckt sich über eine Fläche von 60 Hektar. Es liegt nordöstlich des namensgebenden Dorfes Alimboulé in der Landgemeinde Bankilaré, die zum gleichnamigen Departement Bankilaré in der Region Tillabéri gehört. Es herrscht das Klima der Sahelzone vor, mit einer durchschnittlichen jährlichen Niederschlagsmenge zwischen 300 und 400 mm.

## Ökologie
Zu den an der Mare d’Alimboulé beobachteten Vogelarten zählen:
- Nilgans (Alopochen aegyptiacus)
- Graureiher (Ardea cinerea)
- Schwarzhalsreiher (Ardea melanocephala)
- Kuhreiher (Bubulcus ibis)
- Gelbschnabel-Madenhacker (Buphagus africanus)
- Zwergstrandläufer (Calidris minuta)
- Flussregenpfeifer (Charadrius dubius)
- Weißstorch (Ciconia ciconia)
- Witwenpfeifgans (Dendrocygna viduata)
- Seidenreiher (Egretta garzetta)
- Zwergadler (Hieraaetus pennatus)
- Stelzenläufer (Himantopus himantopus)
- Uferschnepfe (Limosa limosa)
- Riedscharbe (Microcarbo africanus)
- Schafstelze (Motacilla flava)
- Fischadler (Pandion haliaetus)
- Höckerglanzgans (Sarkidiornis melanotos)
- Knäkente (Spatula querquedula)
- Pharaonenibis (Threskiornis aethiopicus)
- Dunkelwasserläufer (Tringa erythropus)
- Bruchwasserläufer (Tringa glareola)
- Grünschenkel (Tringa nebularia)
- Teichwasserläufer (Tringa stagnatilis)
- Spornkiebitz (Vanellus spinosus)[4]

Eine Zählung der Wasservögel im Januar 2004 ergab 7012 Einzeltiere und 24 Arten.

## Wirtschaftliche Bedeutung
An der Mare d’Alimboulé wird Fischerei betrieben.